# Grzegorz Woźny (artysta)
Grzegorz Woźny (ur. 1975 w Świdnicy), polski poeta, grafik, malarz i prozaik.
Współtwórca istniejącego w latach 1996 - 2001 Świdnickiego Stowarzyszenia Literackiego Logos. Jeden z redaktorów wydawanego w tym samym czasie ogólnopolskiego czasopisma literacko - artystycznego Arytmia. Mieszka w Świdnicy.

## Książki poetyckie
- Chlebem nie popchniesz posiłku (2015)
- Miejsca stojące (2013)
- Landszaft. Wiersze z lat 1999-2009 (2010)
- Każda godzina zdatna do picia (1999)

## Proza
- Nit (2011)